# Vetenskapsåret 1944

## Händelser
- 7 augusti - IBM inviger den första programstyrda beräkningsmaskinen, Automatic Sequence Controlled Calculator, mer känd som Harvard Mark I.
- 9 december - Första flygningen med Heinkel He 162 Volksjäger, tyska Luftwaffes andra jetdrivna stridsflygplan.
- Antibiotikan streptomycin utvecklas.
- Erik Wallenberg och Ruben Rausing uppfinner ett sätt att paketera mjölk i papperskartonger och grundar företaget Tetra Pak.
- Snorkel för ubåt används för första gången.
- Nazityskland tar i drift raketen V-2, den första ballistiska missilen.
- Oswald Avery (et al.) publicerar Studies on the chemical nature of the substance inducing transformation of Pneumococcal types, en milsten i förståelsen av DNA-molekylen.
- Grundämnet americium upptäcks av Glenn T. Seaborg, m.fl.
- Lars Onsager publicerar den exakta lösningen till Ising-modellen.

## Pristagare
- Copleymedaljen: Geoffrey Taylor
- Darwinmedaljen: John Stanley Gardiner
- De Morgan-medaljen: Sydney Chapman
- Ingenjörsvetenskapsakademien utdelar Stora guldmedaljen till Ivan Öfverholm
- Nobelpriset: [1]
  - Fysik: Isidor Isaac Rabi
  - Kemi: Otto Hahn
  - Fysiologi/Medicin: Joseph Erlanger, Herbert S. Gasser
- Penrosemedaljen: Bailey Willis
- Wollastonmedaljen: Victor Moritz Goldschmidt [2]

## Födda
- 24 augusti - Gregory Jarvis (död 1986), astronaut.

## Avlidna
- 2 november - Thomas Midgley (född 1889), amerikansk kemist och uppfinnare.
- 22 november - Arthur Eddington (född 1882), astrofysiker.

### Fotnoter
1. ↑  ”Nobelpriset”. http://nobelprize.org/nobel_prizes/lists/all/index.html. Läst 10 april 2011.
2. ↑  ”Geological Society”. Arkiverad från originalet den 5 juni 2011. https://web.archive.org/web/20110605102217/http://www.geolsoc.org.uk/gsl/society/history/page750.html. Läst 14 april 2011.